# Нордендорф
Нордендорф (њем. Nordendorf) општина је у њемачкој савезној држави Баварска. Једно је од 46 општинских средишта округа Аугсбург. Према процјени из 2010. у општини је живјело 2.217 становника. Посједује регионалну шифру (AGS) 9772185.

## Географски и демографски подаци
Нордендорф се налази у савезној држави Баварска у округу Аугсбург. Општина се налази на надморској висини од 422 метра. Површина општине износи 7,5 km². У самом мјесту је, према процјени из 2010. године, живјело 2.217 становника. Просјечна густина становништва износи 295 становника/km².

## Међународна сарадња
| Мјесто | Држава    | Врста сарадње | Од    |
| ------ | --------- | ------------- | ----- |
| Бјел   | Француска | партнерство   | 1973. |
| Извор  |           |               |       |